# التهاب العنبية
التهاب العنبية (بالإنجليزية: Uveitis)، هو التهاب يصيب الطبقة المصطبغة الواقعة بين الشبكية الداخلية والليفية الخارجية التي تضم الصلبة والقرنية. تتكون العنبية من الطبقة الوسطى التي تضم البنى الوعائية المصطبغة في العين، وتشمل: القزحية والجسم الهدبي والمشيمية. يقسم التهاب العنبية تشريحيًا بحسب الجزء المصاب من العين إلى: أمامي ومتوسط وخلفي. تصاب في الشكل الشامل جميع الأجزاء، ولكن يعتبر التهاب العنبية الأمامي الشكل الأشيع للمرض. تتضمن الأعراض: ألم وتشوش رؤية ومشاهدة أجسام عائمة، وقد يظهر الفحص السريري احمرارًا وحدقات غير منتظمة الحواف، بينما يظهر الفحص البصري توسع في الأوعية الدموية الهدبية ووجود خلايا في الحجرة الأمامية. في بعض الحالات، يحدث التهاب العنبية بشكل عفوي، وفي حالات أخرى، بوجود عوامل وراثية أو حالات مرضية مؤهبة كأمراض المناعة الذاتية والإنتانات. تكون العين محمية نسبيًا، وقد تؤدي بعض العوامل إلى اختراق آلياتها المناعية؛ ما يسبب التهاب وتخرب نسيجي مرتبط بتنشيط الخلايا التائية. بشكل عام، يبلغ معدل إصابة الأفراد 1: 4500 تقريبًا، والمجال العمري الأكثر تأثرًا 20- 60 عام.
يصنف التهاب العنبية ضمن الحالات الإسعافية الطارئة في طب العيون، ويتطلب فحصًا شاملًا من قبل طبيب عيون أو أخصائي بصريات، وهذا يشمل توسيع حدقة العين –مثلًا- ليتمكن الفاحص من رؤية الموجودات بشكل أفضل. تحتاج الحالة إلى علاج عاجل للسيطرة على الالتهاب، وقد يتطلب الأمر المزيد من الإجراءات لمعرفة المرض الأساسي. يتضمن العلاج عادةً استخدام الستيرويدات، وغالبًا ما تكون على شكل قطرات عينية. وبالطبع، يجب علاج المرض الأساسي أيضًا، كالهربس النطاقي (القوباء المنطقية) مثلًا. يكون العلاج الأولي ناجح عادةً، وقد تتضمن المضاعفات العينية للمرض ما يلي: الغلوكوما وانفصال الشبكية وتلف العصب البصري وإعتام عدسة العين، وفي بعض الحالات، فقدان دائم للرؤية. يكون التهاب العنبية مسؤولًا عن نحو 10٪- 20٪ من حالات العمى في الولايات المتحدة.

## العلامات والأعراض
تتضمن علامات التهاب العنبية وأعراضه ما يلي: 
- التهاب العنبية الأمامي
- ألم في العين (العينين).
- احمرار العين (العينين).
- تشوش رؤية.
- رهاب ضياء.
- حدقات غير منتظمة الحواف.

- تشمل علامات التهاب العنبية الأمامي ما يلي: توسع الأوعية الهدبية ووجود خلايا وتوهج (بروتينات) في الحجرة الأمامية ورواسب على السطح الخلفي للقرنية، وقد يشاهد غمير قيحي في حالة الالتهاب الشديد. تترك نوبات التهاب العنبية القديمة ترسبات صباغية على العدسات ورواسب في القرنية وحدقات زهرية الشكل عند توسيع الحدقة.
- عقيدات بوساكا، وهي عقيدات التهابية تقع على سطح القزحية في الأشكال الحبيبية من التهاب العنبية الأمامي كالتهاب القزحية والجسم الهدبي متغاير اللون لفوكس.
- التصاق القزحية.[4]

### التهاب العنبية المتوسط
تتضمن الأعراض الشائعة:
- عوائم العين، وهي بقع داكنة تطفو في المجال البصري.
- تشوش رؤية.

يصيب التهاب العنبية المتوسط عين واحدة عادةً، ويصنف الألم والخوف من الضياء ضمن الأعراض الأقل شيوعًا.

### التهاب العنبية الخلفي
يتميز الالتهاب في الجزء الخلفي من العين عادةً بما يلي:
- عوائم العين.
- تشوش رؤية.

## الأسباب
يعتبر التهاب العنبية مرض قائم بذاته، ولكنه قد يرتبط بأمراض عديدة أخرى. لا يترافق التهاب العنبية الأمامي بمرض آخر في نصف الحالات تقريبًا. ومع ذلك، يكون التهاب العنبية الأمامي أحد المتلازمات المرتبطة بمستضدات الكريات البيضاء البشرية ب- 27 (HLA-B27). يبلغ معدل الخطر النسبي لتطور المرض 15% تقريبًا بوجود أليلات هذا النوع من المستضدات.  
يعتبر التهاب العنبية الأمامي الحاد الشكل الأشيع للمرض. يرتبط هذا الشكل بمستضدات الكريات البيضاء البشرية ب- 27 على نحو شائع، وقد يحدث كالتهاب عيني معزول أو جزء من متلازمة جهازية. يتميز التهاب العنبية الأمامي الحاد المرتبط بالمستضدات آنفة الذكر بسمات سريرية خاصة تتضمن: الميل لإصابة الذكور والبدء الحاد المتناوب أحادي الجانب والمظهر غير الحبيبي والنكس المتكرر. في المقابل، يكون الشكل المرتبط بالمستضدات السابقة مزمن ثنائي الجانب يصيب الذكور والإناث بشكل متساوي، ويشاهد فيه المظهر الحبيبي بشكل أكثر تواترًا. لا يعتبر ارتباط التهاب المفاصل الروماتويدي بالتهاب العنبية أمرًا نادرًا في الدول الآسيوية.

### أسباب غير مُعدية أو مناعية ذاتية
- الرمد التعاطفي.
- مرض بهجت.
- مرض كرون.
- التهاب العنبية والجسم الهدبي متغاير اللون لفوكس.
- ورام حبيبي ويغنري.
- التهاب العنبية المرتبط بـHLA-B27.
- التهاب المفاصل الفقاري (خاصةً التهاب الفقار اللاصق)
- التهاب المفاصل الروماتويدي اليفعي.
- الساركويد.
- متلازمة التهاب العنبية والتهاب الكلية الأنبوبي الخلالي.

### أسباب معدية
قد يحدث التهاب العنبية استجابةً لعدوى ما داخل العين، ولكنه لا يمثل سوى عدد قليل من الحالات. تشمل العداوى المحتملة ما يلي:
- داء البروسيلات.
- فيروسات الهربس (الهربس النطاقي العيني).
- داء البريميات.
- داء لايم.
- متلازمة داء النوسجات العينية المفترضة.
- مرض الزهري.
- داء السهميات.
- التهاب المشيمية والشبكية بالمقوسات.
- السل.
- حمى زيكا.[6]

### الأشكال المرتبطة بأمراض جهازية
تشمل الاضطرابات الجهازية التي قد تترافق مع التهاب العنبية ما يلي:
- التهاب الارتكاز.
- التهاب الفقار اللاصق.
- التهاب المفاصل الروماتويدي اليفعي.
- التهاب المفاصل الصدفي.
- التهاب المفاصل الارتكاسي.
- مرض بهجت.
- داء الأمعاء الالتهابي.
- داء ويبل.
- الذئبة الحمامية الجهازية.
- التهاب الشرايين العقدي المتعدد.
- داء كاواساكي.
- داء الورم الحبيبي المزمن.
- الساركويد.
- التصلب المتعدد.
- مرض فوجت-كوياناجا-هارادا.

### التهاب العنبية كأثر جانبي لبعض الأدوية
أثبتت الأبحاث دور الريفابوتين، وهو أحد مشتقات الريفامبين، في إحداث التهاب العنبية. كذلك، أشارت العديد من التقارير إلى ارتباط الكينولونات، وخاصةً الموكسيفلوكساسين، بالتهاب العنبية.

### متلازمات البقع البيضاء
في بعض الأحيان، لا يرتبط التهاب العنبية بمرض جهازي، بل يصيب العين وحدها دون وجود سبب واضح أو معروف. تصنف بعض هذه الحالات ضمن متلازمات البقع البيضاء التي تتضمن ما يلي:
- اعتلال ظهاري صباغي لويحي خلفي حاد متعدد البؤر.
- اعتلال شبكية ومشيمية بؤري.
- التهاب مشيمية وعنبية شامل متعدد البؤر.
- متلازمة البقع البيضاء المتعددة المتلاشية.
- التهاب المشيمية الداخلية النقطي.
- التهاب المشيمية الساعي.
- اعتلال شبكية خارجية نطاقي خفي حاد.

### المتلازمات المقنّعة
يعبر مصطلح المتلازمات المقنعة عن الحالات التي تؤدي لظهور خلايا التهابية داخل العين دون وجود التهاب عنبية مناعي. يمكن تقسيم المتلازمات المقنعة إلى حالات ورمية وغير ورمية.
تتضمن الحالات غير الورمية:
- التهاب الشبكية الصباغي.
- وجود جسم غريب داخل العين.
- الحبيبوم الأصفر اليفعاني.
- انفصال الشبكية.
- تتضمن الحالات الورمية:
- الورم الأرومي الشبكي.
- اللمفوما.
- الميلانوما الخبيثة.
- ابيضاض الدم.
- الساركوما شبكية الخلية.